# أبلق

الأبلق أو أبو بُلَيْق (الاسم العلمي:Oenanthe) هو جنس من الطيور يتبع فصيلة صائدات الذباب من رتبة العصفوريات. كانت تعتبر سابقًا من عائلة السمنة المغردة، ولكنها صنّفت الآن في عائلة صائدات الذباب. هذه مجموعة من طيور العالم القديم، لكن الأبلق أسس موطئ قدم في شرق كندا وغرينلاند وفي غرب كندا وألاسكا.

## الوصف
تتميز معظم الأنواع بعلامات مميزة باللونين الأسود والأبيض أو الأحمر والأبيض على عجزها أو ذيولها الطويلة. يمتلك الذكر فقط أشكال الريش الملونة المميزة للجنس، على الرغم من أن الإناث تشترك معها بوجود بقع بيضاء أو حمراء على الردف.

## أنواع الأبلق
- أبلق أبقع (الاسم العلمي:Oenanthe pleschanka)
- أبلق أسود الأذن (الاسم العلمي:Oenanthe hispanica)
- أبلق أشهب (الاسم العلمي:Oenanthe isabellina)
- أبلق حزين (الاسم العلمي:Oenanthe lugens)
- أبلق صحراوي (الاسم العلمي:Oenanthe deserti)
- أبلق عربي (الاسم العلمي:Oenanthe lugentoides)
- أبلق قبرصي (الاسم العلمي:Oenanthe cypriaca)
- أبلق أسود أبيض الرأس (الاسم العلمي:Oenanthe leucopyga)
- أبلق أحمر العجز (الاسم العلمي:Oenanthe moesta)
- أبلق أحمر الذيل (الاسم العلمي:Oenanthe chrysopygia)
- أبلق شمالي (الاسم العلمي:Oenanthe oenanthe)
- أبلق أحمر الذنب (الاسم العلمي:Oenanthe xanthoprymna)
- أبلق أبو طاقية (الاسم العلمي:Oenanthe monacha)
- أبلق أحمر الصدر (الاسم العلمي:Oenanthe bottae)
- أبلق أسود (الاسم العلمي:Oenanthe leucura)
- أبلق جبلي (الاسم العلمي:Oenanthe monticola)
- أبلق شالو (الاسم العلمي:Oenanthe schalowi)
- أبلق صومالي (الاسم العلمي:Oenanthe phillipsi)
- أبلق فارسي (الاسم العلمي:Oenanthe persica)
- أبلق فنشي (الاسم العلمي:Oenanthe finschii)
- أبلق متوج (الاسم العلمي:Oenanthe pileata)
- أبلق مخطط برتقالي (الاسم العلمي:Oenanthe bifasciata)
- أبلق منقط (الاسم العلمي:Oenanthe picata)
- أبلق هوغليني (الاسم العلمي:Oenanthe heuglini)
- أبلق هيومي (الاسم العلمي:Oenanthe albonigra)

## أنواع
أنواع هذا الجنس:
- كود سباركل
- تحديث القائمة

أبلق أبقع 
اسم علمي: Oenanthe pleschanka

أبلق أبيض الذيل 
اسم علمي: Oenanthe leucopyga

أبلق أحمر الذيل 
اسم علمي: Oenanthe chrysopygia

أبلق أحمر الصدر 
اسم علمي: Oenanthe bottae

أبلق أحمر العجز 
اسم علمي: Oenanthe moesta

أبلق أسود 
اسم علمي: Oenanthe leucura

أبلق أسود الأذن 
اسم علمي: Oenanthe hispanica

أبلق أشهب 
اسم علمي: Oenanthe isabellina

أبلق جبلي 
اسم علمي: Oenanthe monticola

أبلق حبشي 
اسم علمي: Oenanthe lugubris

أبلق حزين 
اسم علمي: Oenanthe lugens

أبلق شمالي 
اسم علمي: Oenanthe oenanthe

أبلق صحراوي 
اسم علمي: Oenanthe deserti

أبلق صومالي 
اسم علمي: Oenanthe phillipsi

أبلق عربي 
اسم علمي: Oenanthe lugentoides

أبلق فارسي 
اسم علمي: Oenanthe persica

أبلق فنشي 
اسم علمي: Oenanthe finschii

أبلق قبرصي 
اسم علمي: Oenanthe cypriaca

أبلق كردي 
اسم علمي: Oenanthe xanthoprymna

أبلق متغير 
اسم علمي: Oenanthe picata

أبلق متوج 
اسم علمي: Oenanthe pileata

أبلق مقلنس 
اسم علمي: Oenanthe monacha

أبلق هيومي 
اسم علمي: Oenanthe albonigra

قليعي أسود الذيل 
اسم علمي: Oenanthe melanura